# Eberhard Heinicker
Eberhard Heinicker (* 3. August 1941 in Geringswalde; † 9. September 2016 ebenda) war ein deutscher Gebrauchsgrafiker.

## Leben und Werk
Heinicker war der Sohn eines Gärtners. Er absolvierte von 1957 bis 1960 eine Lehre als Gebrauchswerber und arbeitete dann bis 1964 in seinem Beruf. Von 1964 bis 1967 studierte er Gebrauchsgrafik an der Fachschule für angewandte Kunst Heiligendamm. Danach arbeitet er in Geringswalde als freischaffender Gebrauchsgrafiker. Er war bis 1990 Mitglied des Verbands Bildender Künstler der DDR. Wichtige Auftraggeber Heinickers waren in der DDR volkseigene Betriebe, für die er Werbematerialien wie Signets und Prospekte gestaltete. Er entwarf auch Plakate.
Sein Diplom als Gebrauchsgrafiker wurde nach der deutschen Wiedervereinigung als gleichwertig mit Diplom-Grafik-Designer (FH) anerkannt.

## Weitere Werke (Auswahl)
- Serie von Prospekten für das Kombinat Medizin- und Labortechnik in Leipzig (1986; auf der X. Kunstausstellung der DDR)[2][3][4]
- Signet der Universität Rostock[5]
- Signet des Kreismuseums Burg Kriebstein[6]

## Teilnahme an zentralen und wichtigen regionalen Ausstellungen in der DDR
- 1974, 1979 und 1985: Karl-Marx-Stadt, Bezirkskunstausstellungen
- 1977/1978 und 1987/1988: Dresden, VIII. und X. Kunstausstellung der DDR
- 1985: Berlin, Berliner Stadtbibliothek („Marken und Zeichen aus der DDR“)